# Chlorure d'oxalyle
Le chlorure d'oxalyle est un composé chimique organique de formule (COCl)2. Il appartient à la famille des halogénures d'acyle, dérivé de l'acide oxalique, le plus simples des acides dicarboxyliques.

## Synthèse
Le chlorure d'oxalyle  est préparé à partir de l'acide oxalique et du pentachlorure de phosphore (PCl5).

## Utilisations

### Réactif d'oxydation
Le chlorure d'oxalyle est un des réactifs utilisés pour l'oxydation de Swern, une oxydation douce des alcools en aldéhydes ou cétones.

### Estérification
Tout comme les autres chlorures d'acyles, le chlorure d'oxaylyle réagit avec les alcools pour produire des esters :
2 RCH2OH  +  (COCl)2  →  RCH2OC(O)C(O)OCH2R  +  2 HCl

### Synthèse de chlorures d'acyle
C'est un des réactifs permettant en synthèse organique de préparer des chlorures d'acyles à partir des acides carboxyliques correspondants. Comme avec le chlorure de thionyle SOCl2, la réaction est fortement favorisée par l'évaporation des produits qui sont gazeux aux pression et température normales :
RCO2H  +  (COCl)2  →  RCOCl  +  HCl  +  CO + CO2
Le chlorure d'oxalyle tend à être plus doux, plus sélectif que d'autres agents de chloration.

### Réaction de Friedel-Crafts
Le chlorure d'oxalyle réagit avec les cycles aromatiques comme le benzène en présence de chlorure d'aluminium en tant que catalyseur pour produire des chlorures d'acyle aromatiques, par réaction de Friedel-Crafts,.  Le chlorure d'acyle obtenu peut être hydrolysé pour former l'acide carboxylique correspondant.

## Précautions
Comme tous les halogénures d'acyle, le chlorure d'oxalyle réagit avec l'eau en libérant l'acide halohydrique correspondant, l'acide chlorhydrique. Ses effets sur la santé sont comparables à ceux du phosgène.
En mars 2000, un Airbus A330 de Malaysia Airlines a été irrémédiablement endommagé après une fausse déclaration de marchandises : du chlorure d'oxalyle avait fui dans sa soute.